# Eutanazja
Eutanazja (od gr. εὐθανασία, euthanasia – „dobra śmierć”) – pozbawienie życia osoby nieuleczalnie chorej i cierpiącej, na żądanie jej lub jej najbliższej rodziny. W niektórych kodeksach karnych eutanazję określa się jako rodzaj zabójstwa (w tym w polskim jako zabójstwo na żądanie i pod wpływem współczucia). Od połowy XX w. eutanazja jest omawiana w kontekście nauki biotechnologii, bioetyki, prawa, polityki i religii. Termin eutanazja stosuje się także w przypadku usypiania zwierząt.

## Etymologia słowa i historia

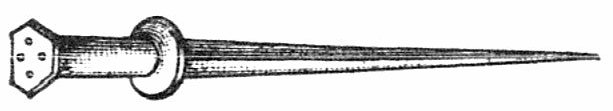
Mizerykordia, służąca do dobijania rannych

Pojęcie „eutanazja” po raz pierwszy pojawiło się najprawdopodobniej w V w. p.n.e., w komedii Kratinosa o nieustalonym tytule. Określił on w ten sposób „osobę mającą dobrą śmierć”, nie wyjaśniając sensu tego terminu. Po raz kolejny pojęcie to zostało użyte pod koniec IV w. p.n.e. przez innego greckiego poetę – Menandra. Drugie znaczenie nadane terminowi euthanatos, określało „łatwą śmierć”, będącą efektem posiadania dystansu do własnego życia.
Także w kulturze Starożytnego Rzymu pojęcie „eutanazji” było obecne. Swetoniusz w Żywotach cezarów zawarł opis śmierci cesarza Oktawiana Augusta, który chciał umrzeć w spokoju, bezboleśnie, szybko, a nade wszystko świadomie, tak by móc uporządkować swoje sprawy, co było mu dane. Zatem w powyższych znaczeniach, na początku swojej historii, termin „eutanazja” oznaczał śmierć naturalną, ale w takim stanie zdrowia, by nie była ona powolnym umieraniem połączonym z cierpieniem.
W średniowieczu dominował typ eutanazji samobójczej lub zabójczej. Używano mizerykordii do skracania życia śmiertelnie rannym rycerzom, przeciwnikom, jak również przyjaciołom.

## Podział
Eutanazja jest dzielona na bierną (ortotanazja) i czynną (zabójstwo z litości). Eutanazją również mylnie bywała nazywana eksterminacja osób niepełnosprawnych przez nazistów podczas II wojny światowej (akcja T4).
Dopuszczalność eutanazji jest trudnym zagadnieniem etycznym. Ma ona zarówno zwolenników, jak i przeciwników. Konflikt racji bierze się z różnych systemów wartości, jakimi kierują się obie strony sporu. Przeciwnicy eutanazji uważają życie za święty dar od Boga (głównie przeciwnicy eutanazji czynnej) albo uznają je za najwyższą wartość. Zwolennicy natomiast twierdzą, że ważniejsze są uszanowanie woli chorego, uchronienie go od cierpień oraz jego prawo do zachowania godności w rozumieniu, jakie on przyjmuje.

## Uregulowania prawne na świecie

Legalność eutanazji na świecie:
Legalna aktywna eutanazja
Legalna pasywna eutanazja
Eutanazja nielegalna
Brak danych

Legalność eutanazji w Europie:
Legalna aktywna dobrowolna eutanazja
Legalna pasywna eutanazja
Eutanazja nielegalna
Niejednoznaczna sytuacja prawna

Legalna aktywna eutanazja
     Legalna pasywna eutanazja
     Eutanazja nielegalna
     Brak danych
     Legalna aktywna dobrowolna eutanazja
     Legalna pasywna eutanazja
     Eutanazja nielegalna
     Niejednoznaczna sytuacja prawna

### Europa

#### Holandia
Eutanazja oraz samobójstwa podejmowane z pomocą lekarzy (ang. physician-assisted suicide) są otwarcie praktykowane w Holandii od 1973 roku, tj. od kiedy w sprawie lekarki, Geertruidy Postmy, która odebrała życie swojej ciężko chorej matce na jej prośbę za pomocą śmiertelnej dawki morfiny, holenderskie sądownictwo wydało wyrok jednego tygodnia więzienia w zawieszeniu na rok. Po tym incydencie wielu holenderskich lekarzy podpisało list otwarty do ministra sprawiedliwości, w którym deklarowali, że są winni takiego samego „przestępstwa”. Wcześniej Holenderskie Stowarzyszenie Lekarzy sprzeciwiało się samobójstwom z pomocą lekarzy, jednak ww. wydarzenia skłoniły przedstawicieli owego stowarzyszenia do zwrócenia się do sądów o rozstrzygnięcie tego, który z lekarskich obowiązków jest nadrzędny: obowiązek nieodbierania życia czy obowiązek redukowania cierpienia poprzez skracanie życia pacjentom nieuleczalnie chorym.
W 1984 roku Holenderski Sąd Najwyższy wydał orzeczenie, wskutek którego przestano wszczynać postępowania w sprawach o samobójstwa popełnione z pomocą lekarza oraz w sprawach o dobrowolną eutanazję, o ile standardy postępowania medycznego były zachowane. Według owych standardów, doprecyzowanych również w 1984 roku, obie formy zakończenia życia są dopuszczalne w przypadku pacjentów nieuleczalnie chorych, w przypadku których wyczerpano możliwości redukowania ich cierpienia (włączając w to cierpienie psychiczne) do poziomu akceptowalnego przez pacjentów, oraz którzy są zdolni do podejmowania racjonalnych decyzji i wielokrotnie powtarzają prośbę o odebranie im życia, a przy tym są wolni od jakichkolwiek nacisków. Istnieje też obowiązek rejestrowania wszystkich takich przypadków.
Celem zminimalizowania ryzyka nadużyć, w 1993 roku wydano zalecenia dla lekarzy, aby w przypadku takich pacjentów optowali za metodą, w ramach której pacjent sam aplikuje sobie śmiertelną dawkę lekarstwa, zamiast podania jej przez lekarza. Co więcej, zalecono, aby lekarz pomagający w skróceniu życia, wcześniej zasięgnął niezależnej opinii innego lekarza. Pomimo wydania szczegółowych standardów, kwestie te budziły kontrowersje u części holenderskich lekarzy. Jednak zarówno około 80% lekarzy, jak i 80% społeczeństwa holenderskiego popierało owe rozwiązania. Sytuacje kierowania oskarżenia przeciwko medykom z tych powodów należały w Holandii do rzadkości, zaś tylko w jednym przypadku doszło do skazania: w 1986 roku na karę 6 miesięcy więzienia skazano pielęgniarkę, która odebrała życie kilku pacjentom z chorobą nowotworową i zaburzeniami psychicznymi, którzy nie wyrazili zgody na eutanazję.
Dla zobrazowania skali zjawiska można posłużyć się danymi z 1991 roku z Holandii, gdzie łączna liczba zgonów z różnych przyczyn wyniosła 128 tys. W tym samym roku 25 tys. pacjentów podjęło ze swoim lekarzem rozmowę na temat eutanazji, z tego 9 tys. pacjentów jednoznacznie prosiło o eutanazję, z których ostatecznie – po medycznej weryfikacji ich stanu – około 2300 osób odebrało sobie życie z pomocą lekarza lub zakończyło życie w wyniku eutanazji (stanowi to 1,8% ogółu zgonów odnotowanych w 1991 r. w Holandii). Oznacza to, że 26% próśb pacjentów o skrócenie ich życia zostało spełnionych poprzez samobójstwa podejmowane z pomocą lekarzy albo poprzez dobrowolną eutanazję. Taki stan rzeczy utrzymywał się ponad 20 lat, choć formalnie eutanazja była nielegalna i do 1994 roku jej przeprowadzenie skutkowało przesłuchaniem policyjnym i groźbą postawienia w stan oskarżenia. Sugeruje się, że taki stan prawny mógł być przyczyną niezgłaszania wszystkich rzeczywistych przypadków eutanazji. Szacuje się, że rocznie w Holandii w przypadku około 400 terminalnie chorych, którzy nie są w stanie wyrazić swojej woli ze względu na zaburzenia stanu psychicznego towarzyszące nieuleczalnej chorobie, holenderscy lekarze (głównie podstawowej opieki zdrowotnej) sugerowali skrócenie życia. W 83% tych przypadków konsultowano się z rodziną pacjentów. W przypadku części takich pacjentów została przeprowadzona eutanazja. Przyjmuje się, że przypadki eutanazji wbrew woli terminalnie chorych nie miały miejsca w Holandii lub są zjawiskiem marginalnym i z tego powodu nie zostały odnotowane.
Poza przypadkami eutanazji i samobójstw przy pomocy lekarzy (podobnie jak w innych krajach Europy, w tym w Polsce) odnotowuje się także wiele przypadków powstrzymania się od uporczywej terapii osób terminalnie chorych – w Holandii dotyczy to około 20 tys. osób rocznie, przy czym około 87% z nich nie jest w stanie wyrazić swojej woli, zaś około 13% było w stanie wyrazić swoją wolę, ale rozmowa na temat zaprzestania uporczywej terapii nie została przeprowadzona. Mając na uwadze cierpienie pacjentów, wielu holenderskich lekarzy uznaje procedurę „zaprzestawania utrzymywania pacjenta przy życiu” i „pozwalania na śmierć” za okrutną i nieakceptowalną.
Od 1 kwietnia 2002 r. w Holandii obowiązuje Ustawa o zakończeniu życia na żądanie i pomocnictwie w samobójstwie. Jednocześnie znowelizowano Kodeks karny. Akty te łącznie określają warunki wyłączenia karalności sprawcy eutanazji (definiowanej jako odebranie życia na żądanie) i pomocnictwa w samobójstwie.
| Art. 293 KK.: § 1. Kto zakończy życie drugiej osoby na jej jawne i przemyślane życzenie, podlega karze pozbawienia wolności do lat 12 albo grzywnie piątej kategorii. § 2. Czyn zabroniony w § 1. nie podlega karze, jeśli popełnia go lekarz, który wypełnił kryteria ostrożności podane w art. 2 Ustawy o zakończeniu życia na żądanie i pomocnictwie w samobójstwie i zawiadomił o tym czynie municypalnego patologa, zgodnie z warunkami sformułowanymi w art. 7 Ustawy o zakładach pogrzebowych.” Art. 294 KK.: § 1. Kto umyślnie podżega drugą osobę do samobójstwa, jeśli samobójstwo ma miejsce, podlega karze pozbawienia wolności do lat 3 albo grzywnie czwartej kategorii. § 2. Kto umyślnie pomaga drugiej osobie w popełnieniu samobójstwa lub zaopatruje ją w środki do jego popełnienia, jeśli samobójstwo ma miejsce, podlega karze pozbawienia wolności do lat 3 lub grzywnie czwartej kategorii. Art. 293 § 2. Stosuje się odpowiednio”. |

Art. 2. § 1. Ustawy o zakończeniu życia na żądanie i pomocnictwie w samobójstwie podaje 6 kryteriów ostrożności, które holenderski lekarz kończący życie drugiej osoby lub pomagający jej w samobójstwie musi spełnić:
| a) być przekonany, że żądanie pacjenta jest dobrowolne i w pełni przemyślane, b) być przekonany, że cierpienie pacjenta jest trwałe i nie do zniesienia, i nie ma perspektyw na poprawę stanu; c) poinformować pacjenta o jego sytuacji i perspektywach; d) dojść wraz z pacjentem do przekonania, że nie istnieje żadna rozsądna alternatywa rozwiązania istniejącej sytuacji; e) skonsultować się z co najmniej jednym niezależnym lekarzem, który po osobistym zbadaniu pacjenta musi sporządzić pisemną opinię potwierdzającą spełnienie kryteriów ostrożności wymienionych w punktach od, a do d; f) zakończyć życie pacjenta lub pomóc mu w samobójstwie z zachowaniem wymogów właściwej opieki medycznej. |

Pacjent poddawany eutanazji musi mieć co najmniej 12 lat (pacjenci w wieku od 12 do 16 lat muszą otrzymać zgodę rodziców). Ustawodawstwo holenderskie uznaje ważność pisemnego oświadczenia woli pacjenta. Oświadczenie takie może być użyte, kiedy pacjent znajdzie się w śpiączce lub w innym stanie, który uniemożliwia wyrażenie zgody na eutanazję.

#### Luksemburg
W Luksemburgu 20 lutego 2008 roku parlament przyjął większością 30 z 59 możliwych głosów ustawę legalizującą skracanie na żądanie życia osobom ciężko chorym. Weszła ona w życie po drugim głosowaniu w marcu 2009. Ustawa została silnie skrytykowana przez Kościół katolicki (mający duży wpływ na społeczeństwo luksemburskie), większą część środowisk medycznych i rządzącą Partię Chrześcijańsko-Społeczną. Zwolennicy nowej ustawy argumentowali, że jej wprowadzenie zakończy wyjazdy mieszkańców Luksemburga „po śmierć” do Szwajcarii, gdzie istnieją organizacje legalnie pomagające popełnić samobójstwo.
Zgodnie z projektem decyzję o eutanazji może podjąć wyłącznie pacjent, pod warunkiem że jest ciężko i nieuleczalnie chory. Decyzję o eutanazji można będzie podjąć, m.in. spisując testament. Eutanazja w Luksemburgu miałaby być dopuszczalna jedynie wobec osób terminalnie lub nieuleczalnie chorych i to tylko pod warunkiem, że sam chory wielokrotnie by się jej domagał. Wymagana byłaby także zgoda dwóch lekarzy i konsylium ekspertów, a każdy przypadek byłby skrupulatnie sprawdzany przez komisję złożoną z lekarzy i przedstawicieli społeczeństwa.

#### Belgia
W Belgii parlament przyjął we wrześniu 2002 roku ustawę legalizującą eutanazję, opartą na modelu holenderskim. Dnia 13 lutego 2014 roku Parlament Belgii przyjął ustawę o eutanazji dla nieletnich bez ograniczeń wiekowych. W 2015 roku w Belgii przyznano prawo do eutanazji 24-latce cierpiącej z powodu depresji.
Wraz z rozwojem ustawodawstwa belgijskiego w latach sześćdziesiątych XX wieku narodził się pomysł zmiany regulacji prawnej dotyczącej eutanazji, który został jednak kontynuowany dopiero w latach osiemdziesiątych. Dyskusja nad zmianą miała na celu wyłączenie karalności spowodowania śmierci pacjenta przez lekarza w sytuacji, gdy chory żądał przerwania dalszego leczenia. Koncepcja ta nie została zrealizowana. Do roku 2002 ustawodawstwo belgijskie powoływało się na przepisy kodeksu karnego z 1867 roku, którego treść nie przewidywała uznania zabójstwa eutanatycznego jako uprzywilejowanej formy przestępstwa. Sprowadzała się natomiast do twierdzenia, że umyślne spowodowanie śmierci pacjenta dokonane na jego żądanie to zabójstwo. W szczególnych zaś przypadkach dokonanie owego czynu mogło przybrać nawet formę szczególnego typu zabójstwa.
Przełomowym momentem w kwestii eutanazji było odsunięcie od władzy w wyniku wyborów w 1999 roku flamandzkich i walońskich partii chrześcijańsko-demokratycznych. Wraz z pojawieniem się nowego rządu, składającego się z koalicji socjalistów, liberałów oraz partii ekologicznych, 16 maja 2002 roku uchwalono ostatecznie Ustawę dotyczącą eutanazji. 28 maja 2002 roku opublikowana została w belgijskim dzienniku ustaw, a weszła w życie trzy miesiące później.
W myśl artykułu 2 Ustawy „eutanazja” rozumiana była jako czyn osoby trzeciej, która umyślnie doprowadza do śmierci innego człowieka na jego prośbę. Ustawa ta nie reguluje w sposób dokładny kwestii dotyczących eutanatycznej pomocy w samobójstwie, gdyż nie stanowi ono w świetle prawa belgijskiego czynu zabronionego. Zgodnie z artykułem 3 wyżej wspomnianej ustawy lekarz dokonujący eutanazji, chcąc aby jego czyn nie został zakwalifikowany jako przestępstwo, powinien upewnić się co do określonych warunków, w szczególności, że:
1. pacjent jest osobą pełnoletnią lub osobą małoletnią uznaną za pełnoletnią, która do momentu sformułowania prośby była przytomna i posiadała zdolność do czynności prawnych;
2. pacjent znajduje się w położeniu beznadziejnym, z medycznego punktu widzenia, powstałym na skutek nieuleczalnej choroby lub nieszczęśliwego wypadku;
3. prośba chorego została podjęta dobrowolnie, w przemyślany sposób i co najmniej dwukrotnie została powtórzona;
4. pacjent skarży się na przewlekłe, cielesne lub psychiczne cierpienia, które są nie do zniesienia i których nie można uśmierzyć;
5. przestrzegał przepisanych przez Ustawę warunków oraz sposobów postępowania.

Ponadto, lekarz, chcący dokonać eutanazji, musi spełnić dodatkowe warunki zawarte w artykule 2 Ustawy, między innymi:
1. powinien poinformować pacjenta o stanie jego zdrowia i pozostałym mu okresie życia;
2. powinien omówić z chorym dostępne jeszcze inne sposoby leczenia, które oferuje opieka paliatywna.

Eutanazja zostaje dopuszczona w momencie, gdy lekarz wraz z pacjentem osiągnął konsensus co do położenia, w jakim znajduje się chora osoba. Istotną kwestią jest upewnienie się przez lekarza, że cierpienie zarówno fizyczne, jak i psychiczne jego podopiecznego trwają bezustannie. Ponadto lekarz ma obowiązek skonsultować tę kwestię z innym specjalistą w danej dziedzinie schorzeń, aby i on potwierdził nieuleczalność choroby. Po zakończonej konsultacji pacjent powinien zostać poinformowany o wynikach. W sytuacji, gdy osoba chora pozostaje pod opieką większej grupy osób, to na lekarzu spoczywa obowiązek kontaktowania się z wybranymi osobami, w celu przeprowadzenia wywiadu środowiskowego na temat podopiecznego. Przy zabiegu eutanazji dopuszczalne jest uczestnictwo osób z grona rodziny chorego na jego życzenie. Między decyzją pacjenta o poddaniu się eutanazji a jej wykonaniem musi upłynąć stosowny czas – w tym wypadku minimum jeden miesiąc. Pacjent zobowiązany jest udzielić prośby o dokonanie eutanazji w formie pisemnej. Dokument ten powinien być sporządzony własnoręcznie, opatrzony podpisem oraz datą. W momencie, gdy czynność ta nie może zostać zrealizowana przez samego chorego, wyręczyć go może osoba pełnoletnia, wskazana przez pacjenta. Ważne jest, aby osoba ta nie miała w tym żadnego interesu materialnego oraz aby w czasie sporządzania dokumentu uczestniczył przy tym lekarz. Prośbę tę w postaci dokumentu dołącza się do jego obecnej dokumentacji medycznej. Spisana prośba w każdej chwili może ulec wycofaniu, a tym samym odłączeniu od dokumentacji i zwróceniu choremu.
Ustawa o eutanazji reguluje także kwestię pisemnej deklaracji ujawniającej wolę osoby do przeprowadzenia na niej eutanazji, określanej jako „przedłożone oświadczenie woli”. Składana zostaje w razie zaistnienia sytuacji, kiedy osoba będąc w stanie nieprzytomności nie byłaby zdolna wyrazić swojej woli. Zgodnie z artykułem 4 Ustawy o eutanazji, oświadczenie to może złożyć osoba pełnoletnia lub małoletnia, która prawnie została uznana za pełnoletnią. Warunkiem sine quo non jest to, żeby w momencie złożenia oświadczenia woli posiadała ona zdolność do czynności prawnych. Aby dokonana eutanazja nie stanowiła przestępstwa, lekarz musi stwierdzić, że:
- Pacjent znajduje się w stanie nieuleczalnego schorzenia, będącego następstwem nieszczęśliwego wypadku lub choroby;
- Pacjent nie wróci już nigdy do pełnej świadomości;
- Sytuacja ta jest nieodwracalna.

Artykuł 15 Ustawy przedstawia skutki cywilnoprawne dokonania eutanazji. Wśród nich możemy wskazać, że zastosowanie eutanazji, które zostało przeprowadzone zgodnie z warunkami na osobie, która w jej następstwie zmarła, należy traktować jako wykonanie umowy. Według tego przepisu śmierć tego typu, można uznać za śmierć naturalną.
Lekarz, który dokonał eutanazji, składa w Komisji Rejestracyjno- Kontrolnej stosownie wypełniony dokument rejestracyjny w przeciągu czterech dni od jej przeprowadzenia. Dokument ten jest dwuczęściowy. Pierwsza część ma charakter poufny, a zapoznanie się z jej treścią możliwe jest tylko na podstawie postanowienia Komisji. Wskazana część zawiera między innymi:
- Imię, nazwisko oraz adres pacjenta;
- Imię, nazwisko, numer rejestracyjny oraz adres lekarza prowadzącego;
- Imię, nazwisko, numer rejestracyjny, miejsce zamieszkania lekarzy, którzy brali udział w konsultacjach odnośnie do dokonania eutanazji;
- Imię, nazwisko, adres innych osób, które zostały poproszone przez lekarza prowadzącego leczenie o konsultacje oraz datę tej konsultacji;

Druga część dokumentu składa się z:
- Płeć, data, miejsce urodzin pacjenta;
- Data, miejsce, godzina jego śmierci;
- Ustalenie, że schorzenie było nieuleczalne;
- Stwierdzenie, że chory doświadczał długotrwałego cierpienia;
- Przyczyny uniemożliwiające uśmierzenie bólu;
- Okoliczności, na podstawie których lekarze mieli pewność, że prośba została sformułowana w sposób prawidłowy – przemyślany, bezprzymusowy, dobrowolny, dwukrotnie powtórzony;
- Informacja o wystawieniu diagnozy, iż śmierć nastąpiłaby w krótkim czasie;
- Informacja, o tym iż eutanazja nastąpiła poprzez oświadczenie woli pacjenta;
- Postępowanie lekarza;
- Specjalizacja lekarza, treść wydanej opinii, data odbycia konsultacji lekarskich;
- Sposób i rodzaj dokonania eutanazji;

Zadaniem Komisji jest zbadanie realizacji przesłanek wskazanych wyżej w dokumencie rejestracyjnym. W sytuacji, gdy nastąpi wątpliwość Komisja może postanowić zwykłą większością głosów o zniesieniu anonimowości dokumentu. Rozstrzygnięcie danego przypadku podjęte zostaje w ciągu dwóch miesięcy. Jeżeli członkowie Komisji uznają, że warunki konieczne do dokonania eutanazji nie zostały spełnione, przesyłają akta sprawy właściwemu prokuratorowi. Prokurator ten może wnieść przeciwko lekarzowi prowadzącemu akt oskarżenia o dokonanie zabójstwa.
Opublikowane dane statystyczne wskazują, że od 23 września – czyli od momentu wejścia ustawy w życie – do początku 2004 roku zostało przeprowadzonych 259 zabiegów eutanazji w Belgii. Według opinii Wima Distelmansa – specjalisty lekarza onkologa, przewodniczącego Komisji Rejestracyjno-Kontrolnej liczba przypadków dokonania eutanazji, zarówno legalnej, jak i nielegalnej, nie powinna przekraczać tysiąca przypadków rocznie. Odpowiada ona ilości „ciemnej liczby” zabiegów eutanatycznych dokonywanych przed legalizacją eutanazji w 2002 roku.

#### Niemcy
25 czerwca 2010 roku Niemiecki Trybunał Federalny wydał orzeczenie, z którego wynika, że wspomagane samobójstwo jest legalne, jeśli pacjent wyraźnie zażyczył sobie zakończenia sztucznego podtrzymywania przy życiu. Trybunał podkreślił, że nadal nielegalna pozostaje aktywna pomoc w samobójstwie.

#### Polska
Eutanazja czynna w polskim kodeksie karnym określona jest jako występująca zawsze pod wpływem współczucia dla cierpiącej osoby i na jej żądanie. Jest ona zabroniona; traktuje się ją jak rodzaj zabójstwa karanego w łagodniejszy sposób. Osoba jej dokonująca jest obecnie zagrożona karą pozbawienia wolności od 3 miesięcy do 5 lat. Wyjątkowo sąd może zastosować złagodzenie kary, a nawet odstąpić od jej wymierzenia. Przepis art. 150 kodeksu karnego, który określa przestępstwo zabójstwa eutanatycznego, nie wymaga natomiast wprost, aby osoba żądająca go była śmiertelne chora, jednak wymóg taki wprowadza orzecznictwo (należy podać przykładowe orzeczenia). Specyficznym typem przestępstwa związanego z szeroko pojętą eutanazją jest pomoc do samobójstwa (art. 151 kodeksu karnego), która obejmuje także tzw. eutanatyczną pomoc do samobójstwa, czyli ułatwienie osobie śmiertelnie chorej samobójstwa.

## Eutanazja zwierząt

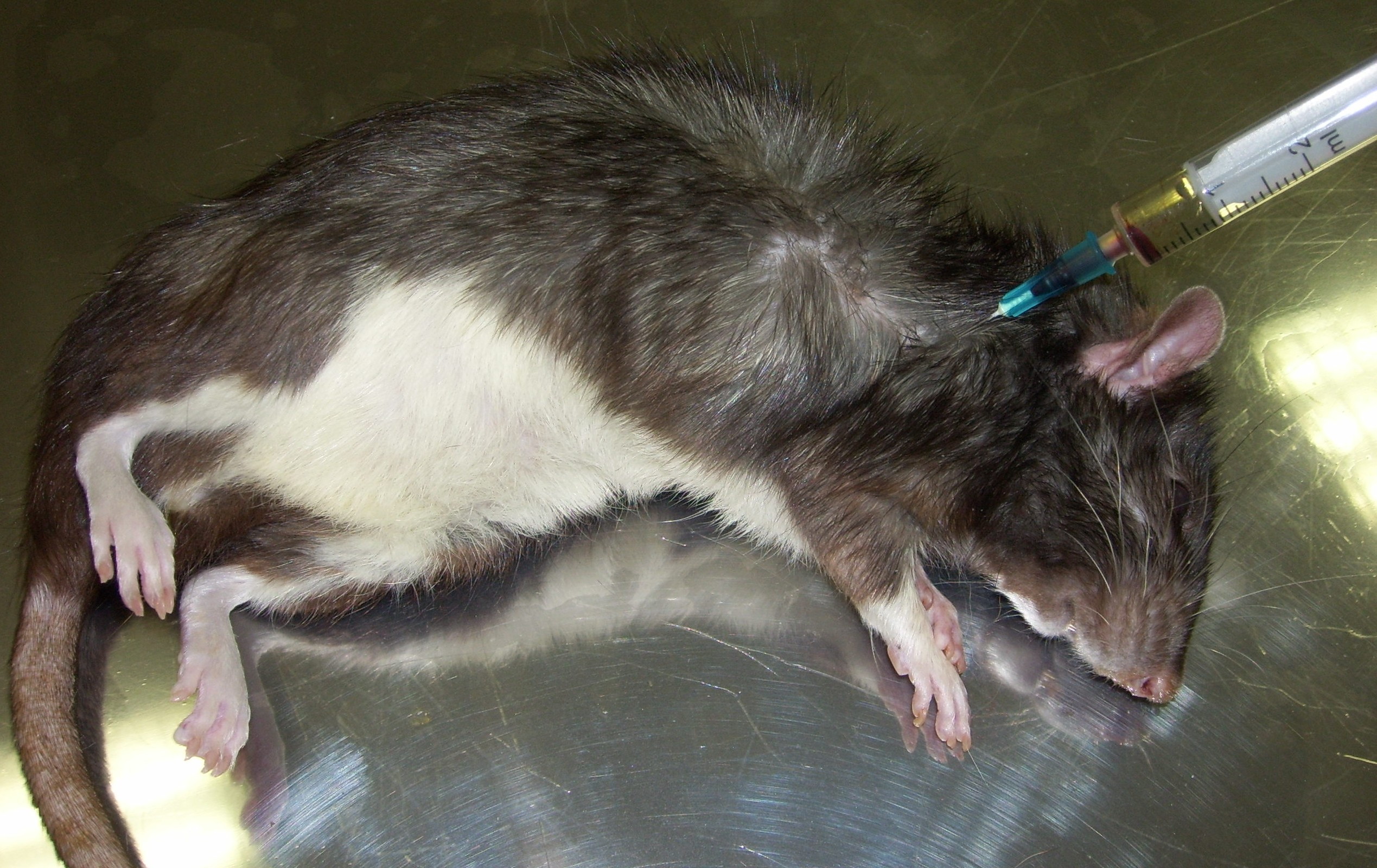
Uśpienie domowego szczura. Środki farmakologiczne wykorzystywane do eutanazji ograniczają świadomość zwierzęcia, niwelują niepokój i ból wyzwalający reakcje obronne. Do wykonania zabiegu uśmiercenia lekarz stosuje zastrzyk pentobarbitalu lub embutramid w preparatach złożonych.

W Polsce jedyną osobą uprawnioną do przeprowadzania eutanazji jest lekarz weterynarii, który może ją wykonać jeżeli wszystkie inne metody leczenia zwierzęcia zawiodą. Eutanazja zwierząt na życzenie jest nielegalna. Zabieg ten jest powszechnie wykonywany, rozumiany jako akt humanitarnego uśmiercenia z ograniczeniem bólu, strachu i dyskomfortu zwierzęcia do minimum. Środki farmakologiczne wykorzystywane do eutanazji ograniczają świadomość zwierzęcia, niwelują niepokój i ból wyzwalający reakcje obronne. Do wykonania zabiegu uśmiercenia lekarz stosuje zastrzyk pentobarbitalu lub embutramidu w preparatach złożonych. Posiadanie i stosowanie wyżej wymienionych środków podlega ustawie o przeciwdziałaniu narkomanii i wiąże się z koniecznością uzyskania odpowiednich pozwoleń. Na środki eutanazyjne lekarz weterynarii wypisuje receptę ze specjalnym numerem identyfikującym.

## Opinia społeczna
Większość Hiszpanów, Czechów i Szkotów popiera zalegalizowanie eutanazji. Według sondy telefonicznej z 2009 roku 48% Polaków, a według sondy telewizyjnej z tego samego roku 77%, jest za prawem do eutanazji. W 2013 roku 65% Polaków było za zaprzestaniem podtrzymywania życia nieprzytomnych pacjentów z uszkodzonym mózgiem, a 53% za przyspieszeniem śmierci nieuleczalnie chorych na ich prośbę.

## Debata o legalności eutanazji
W coraz większej liczbie periodyków medycznych (w tym „Journal of the American Medical Association”, „New England Journal of Medicine” czy „The British Medical Journal”) ukazują się prace popierające eutanazję. 60% francuskich lekarzy popiera jej legalizację.
Według zwolenników legalizacji, eutanazja rzekomo nie skutkuje większą liczbą przyspieszania zgonów na życzenie. Jednak od 2002 roku w Belgii wykonuje się ok. 1,4 tys. zabiegów eutanazji rocznie, a w 2013 r. wykonano ich już 1,8 tys. Natomiast w roku 2016 wykonano ich aż 6091. Średni wiek osób poddających się eutanazji to 70 lat, co oznacza, że nie jest ona wymuszana na osobach starszych (więcej niż 80 lat), czyli będących większym kłopotem dla ich rodzin i służby zdrowia. Państwo legalizując eutanazję może zapewnić jej bezpieczeństwo i dobrowolność poprzez:
- wprowadzenie warunku, że cierpienie pacjenta jest nie do zniesienia i nie ma szans na jego poprawę,
- konsultacje z psychologami,
- obecność świadków,
- opisywanie eutanazji w raportach przez lekarzy,
- wymóg, aby pacjent przemyślał swoją decyzję, podtrzymywał ją przez dłuższy czas oraz był świadomy wszystkich jej konsekwencji i swojego stanu[30].

Przeciwnicy eutanazji podają, że diagnozy, na podstawie których podejmuje się decyzję o niej, mogą być błędne.

## Doktryny religijne

### Judaizm

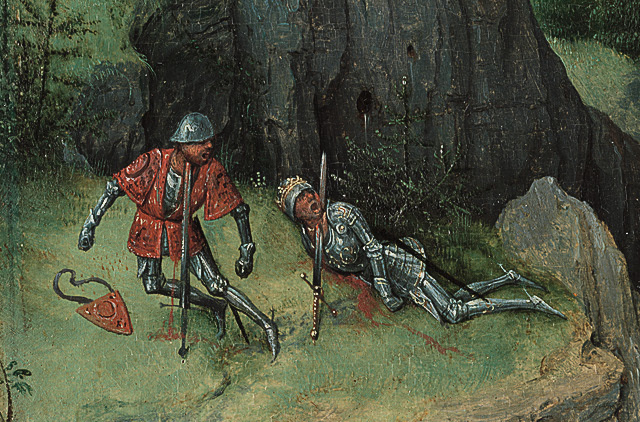
Fragment obrazu Samobójstwo Saula Pietra Bruegela (starszego) z 1562.

Żydowskie prawo odrzuca wszelkie środki, które zmierzają do skrócenia ludzkiego życia. Mimo to dyskutuje się nad pewnymi wyjątkami, np.: gdy ludzie są nieuleczalnie chorzy i dzięki eutanazji można by uniknąć nadmiernych cierpień. Midrasz nawiązuje do historii króla Saula, który rzucił się na swój miecz, aby uniknąć tortur. Średniowieczne autorytety debatowały nad kwestią, czy dozwolona jest modlitwa o szybką śmierć nieuleczalnie chorego. Modlitwę taką ocenia się zasadniczo pozytywnie, ale zakazuje się bezpośredniej pomocy w umieraniu.
Współczesne autorytety rabinackie zezwalają na podawanie środków uśmierzających ból, chociaż w znacznym stopniu skracają one życie śmiertelnie choremu. Zakazują jednak iniekcji czy podawania środków, które przyspieszają śmierć. Tak samo jednak odrzucają medyczne interwencje, które sztucznie przedłużają życie.

### Chrześcijaństwo
Etyka katolicka stanowczo odrzuca eutanazję bezpośrednią, o czym mówi paragraf 2277 Katechizmu Kościoła katolickiego: „Eutanazja bezpośrednia, niezależnie od motywów i środków polega na położeniu kresu życiu osób upośledzonych, chorych lub umierających. Jest ona moralnie niedopuszczalna”.
W 1995 papież Jan Paweł II w swojej encyklice „Evangelium Vitae” ponownie odrzucił eutanazję bezpośrednią, lecz oddzielił od niej decyzję o rezygnacji z „uporczywej terapii” („pewne zabiegi medyczne, które przestały być adekwatne do realnej sytuacji chorego, ponieważ nie są już współmierne do rezultatów, jakich można by oczekiwać, lub też są zbyt uciążliwe dla samego chorego i dla jego rodziny”). Taką decyzję o zaprzestaniu terapii papież wyraźnie oddzielił od eutanazji i samobójstwa.
Analogiczne rozważania podejmuje się w ramach etyki prawosławnej i protestanckiej. Wspólnota Kościołów Ewangelickich w Europie opowiada się za ochroną praw osób śmiertelnie chorych i umierających, podkreślając zarówno prawo do życia do samego końca, jak i do rezygnacji z uporczywej terapii. Wspólnota odrzuca teologiczno-etyczne usprawiedliwienie eutanazji oraz asystencji przy samobójstwie. Stoi też na stanowisku, że eutanazja nie jest wyłącznie kwestią indywidualnego sumienia, a legalizacja prowadzi do uznania jej za normalną praktykę medyczną.
Świadkowie Jehowy życie uważają za cenny dar od Boga i dlatego niedopuszczalne ich zdaniem jest rozmyślne odebranie życia przez eutanazję.

### Islam
Na Pierwszej Międzynarodowej Konferencji Medycyny Muzułmańskiej (Kuwejt, 1981) zostały potępione samobójstwo i eutanazja. Zgromadzenie to opowiedziało się także za rezygnacją z metod sztucznego przedłużania życia.

### Buddyzm
Buddyzm nie aprobuje eutanazji zarówno ze względu na swą naukę o karmie, jak też z punktu widzenia psychologii. Zła karma, która warunkuje cierpienia człowieka (chorego), będzie tak długo trwać, dopóki się nie wyczerpie i nie przestanie wpływać na kolejne narodziny. Jeśli się przerwie cierpienie, zacznie się ono na nowo w kolejnym wcieleniu, aż do wyczerpania. Jeśli się jednak zniesie cierpienie jako rezultat złej, negatywnej karmy, można się ponownie odrodzić w lepszej egzystencji.
Buddyjska psychologia wychodzi z faktu, że także śmierć zadana ze współczucia przepełniona jest nienawiścią i negatywnymi uczuciami do cierpień pacjenta. Nawet jeśli pierwotnym motywem jest uśmierzenie chwilowego cierpienia, dobra intencja przeobraża się w momencie decyzji w działanie nacechowane odrazą. Chociaż lekarz sądzi, że uśmierca z litości, to jednak w rzeczywistości działa z odrazy do cierpienia. Tym samym wzbudza on dla siebie i dla swego pacjenta negatywną energię karmiczną.
Lekarze buddyjscy dyskutują również na temat dokładnego momentu śmierci, tj. kiedy można wyłączyć aparaturę, która jedynie sztucznie przedłuża życie, gdy tymczasem jest ona potrzebna innym pacjentom. Bardzo ważne jest w tym kontekście pojęcie prany (prana – tchnienie życia). Pojawia się ono już w upaniszadach i oznacza „siłę życiową” człowieka, tkwiącą w sercu. Gdy zaniknie, lekarzowi wolno zaniechać swych wysiłków.

### Hinduizm
Eutanazja jest postrzegana jako śmierć z wyboru i aprobowana jako ucieczka od przywiązania do własnego „ja”, które cierpi (np. z powodu starości); daje możliwość uwolnienia się od niewygodnej formy życia i przejścia do następnego życia (reinkarnacja). Ci, którzy podejmują decyzję samobójczą, jak i ci, dokonują eutanazji, winni się uwolnić od złych zamierzeń, namiętności i egoizmu.